# 50537 Emilianobiscardi
50537 Emilianobiscardi este o planetă minoră (asteroid) din centura de asteroizi. A fost descoperită pe 3 martie 2000 la osservatorio astronomico della Montagna Pistoiese⁠(d) de . 
Obiectul prezintă o orbită caracterizată de o semiaxă mare de 2,4235285824119 UAi, o excentricitate de 0,15228217748706, o înclinație de 4,5030217186144 ° în raport cu ecliptica.